# Rio Saliceto
Rio Saliceto é uma comuna italiana da região da Emília-Romanha, província de Reggio Emilia, com cerca de 5.252 habitantes. Estende-se por uma área de 22 km², tendo uma densidade populacional de 239 hab/km². Faz fronteira com Campagnola Emilia, Carpi (MO), Correggio, Fabbrico.

## Demografia
| Variação demográfica do município entre 1861 e 2011                               |
|                                                                                   |
| Fonte: Istituto Nazionale di Statistica (ISTAT) - Elaboração gráfica da Wikipedia |